# آدم ديتريش
آدم ديتريش (بالألمانية: Adam Dietrich)‏ (و. 1711 – 1782 م) هو عالم نبات ألماني، توفي عن عمر يناهز 70 عاماً.